# Det starka är det sköna värt
Det starka är det sköna värt är en amerikansk romantisk komedifilm från 1943 i regi av Mitchell Leisen. Filmen nominerades till en Oscar för bästa scenografi.

## Handling
Katherine Grant är journalist och fotograf. Under ett reportage vid ett tunnelbygge under Hudson River råkar hon göra arbetaren Jim Ryan avstängd från jobbet. För att hjälpa till anställer hon honom istället som sin assistent. Som personer är de väldigt olika, men börjar trots det allt mer gilla varandra.

## Rollista
- Claudette Colbert - Katherine Grant
- Fred MacMurray - Jim Ryan
- Ilka Chase - Hoppy Grant
- Richard Haydn - Roger Winant
- Paul McGrath - Henry Fulton
- June Havoc - Darlene
- Marjorie Gateson - Sophie
- Rhys Williams - Clancy (ej krediterad)
- Willard Robertson - bolagschefen (ej krediterad)